# Donation royale
La Donation royale è un'istituzione pubblica indipendente del Belgio creata per volere del re Leopoldo II del Belgio, come la Crown Estate nel Regno Unito, costituita da una parte dell'enorme fortuna appartenuta al Re, che non la voleva vedere suddivisa tra le sue figlie e i loro consorti stranieri.  È finanziariamente completamente indipendente, vale a dire senza spese per il contribuente: è responsabile delle proprie entrate e uscite, gestisce la propria proprietà e il proprio personale.

## Storia
In occasione del sessantacinquesimo anniversario della sua nascita, il re Leopoldo II decise di donare allo Stato beni che aveva acquisito negli anni precedenti e che contribuirono alla bellezza del Paese.  Il Re inviò la sua decisione al governo per posta il 9 aprile 1900. Alcuni di questi beni non potranno mai essere venduti. Alcuni manterranno la loro destinazione e il loro aspetto originale. Con una lettera del 15 novembre 1900, altre proprietà furono aggiunte all'inventario del 9 aprile.  Lo Stato accettò la donazione con una legge del 31 dicembre 1903 (Moniteur belga del 1 ° gennaio 1904) a condizione che questa eredità stessa producesse il reddito necessario per il suo mantenimento.  La Donation Royale deve riferire al ministro federale delle finanze sulla sua gestione, oltre a ciò, alcune proprietà del patrimonio hanno la loro origine nel trattato di cessione dello Stato libero del Congo del 28 novembre 1907 e nell'audit dell'addizionale. Un trattato del 5 marzo 1908, approvato dalle leggi del 18 ottobre 1908 (Moniteur Belge del 19 ottobre 1908). Come primo passo, la gestione di tutti questi beni è stata assunta dal Dipartimento dei Domini del Ministero delle Finanze. Dopo qualche tempo, la Donation Royale divenne un ente pubblico statale autonomo, sotto il controllo del Ministro delle Finanze (Regio decreto del 9 aprile 1930 - Moniteur belge del 29 maggio 1930).

## Consiglio di amministrazione
La Donation royale è gestita da un consiglio di amministrazione composto da dieci membri, tra cui quattro dignitari o ex dignitari della Corte.  Quando risiedi in un dominio appartenente alla Donation Royale, qualsiasi Sovrano regnante o il suo coniuge superstite possono essere rappresentati, in casi estremi, da un dignitario o ex dignitario.  I membri sono nominati con regio decreto.  L'amministratore della Lista Civile, tuttavia, è un membro del consiglio di diritto.  C'è un limite di età di settantacinque anni.

## Patrimonio

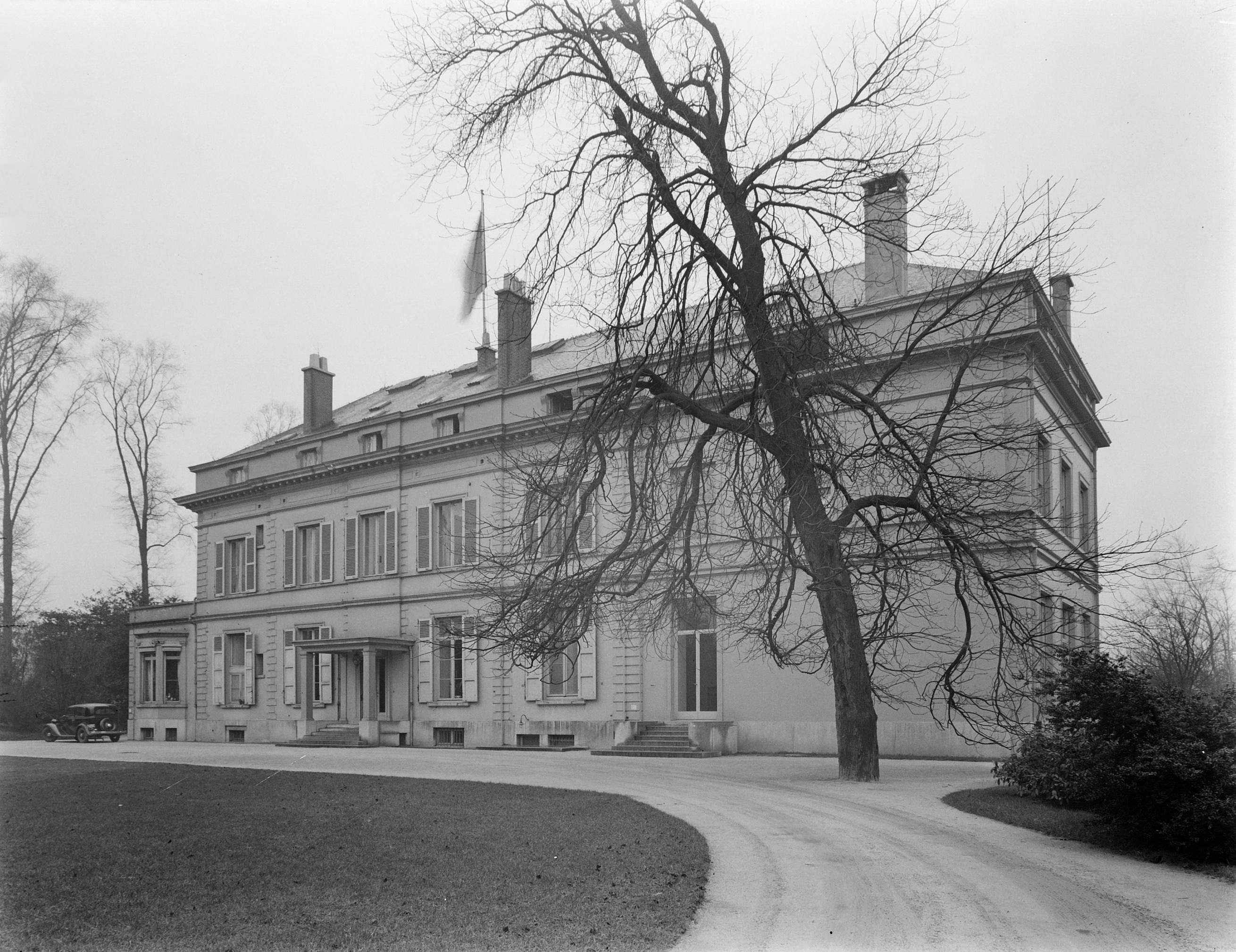
Castello del Stuyvenberg.

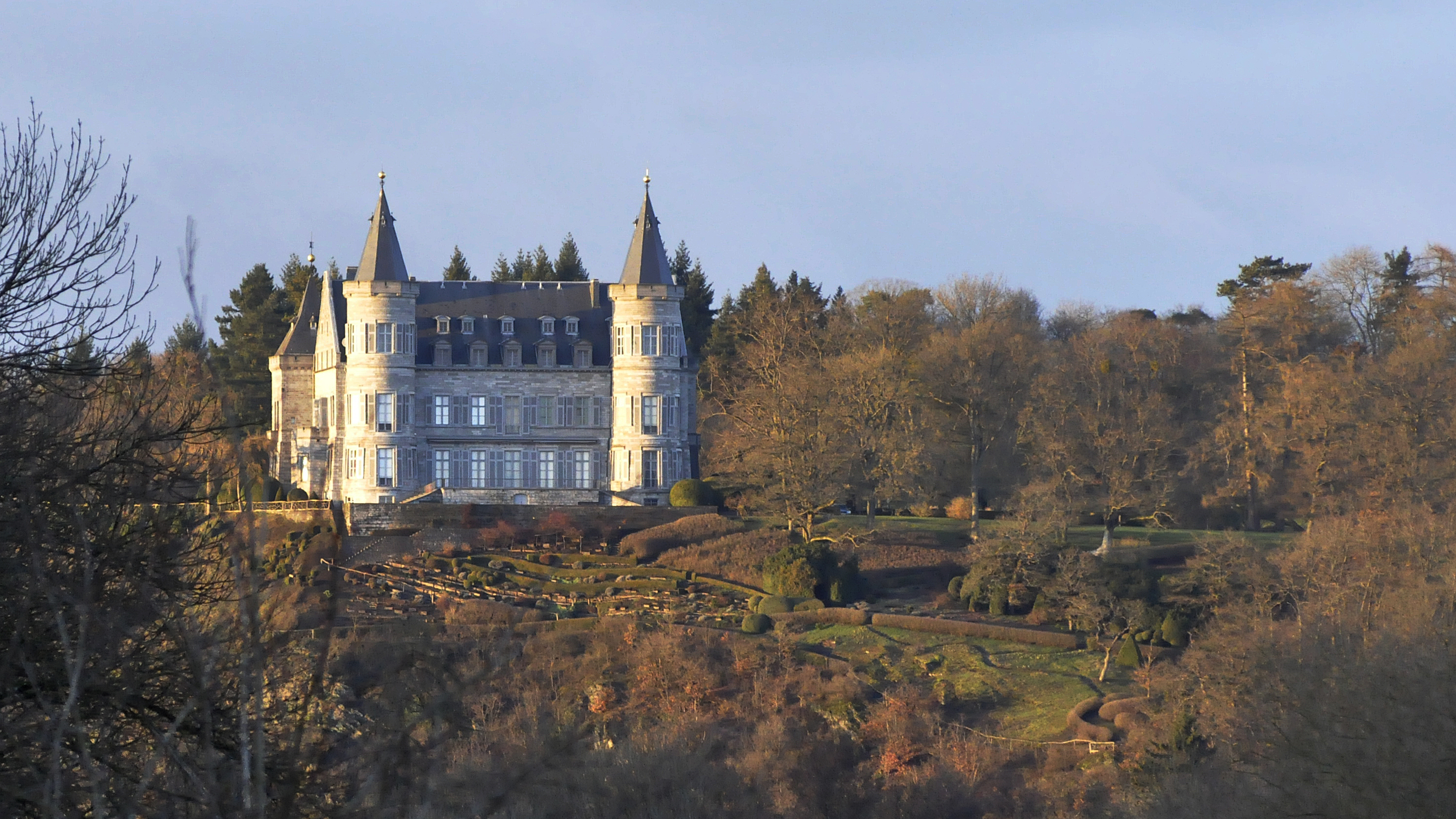
Castello di Ciergnon.

Il valore stimato della Donation royale è stimato in 849 milioni di euro (1º gennaio 2018).

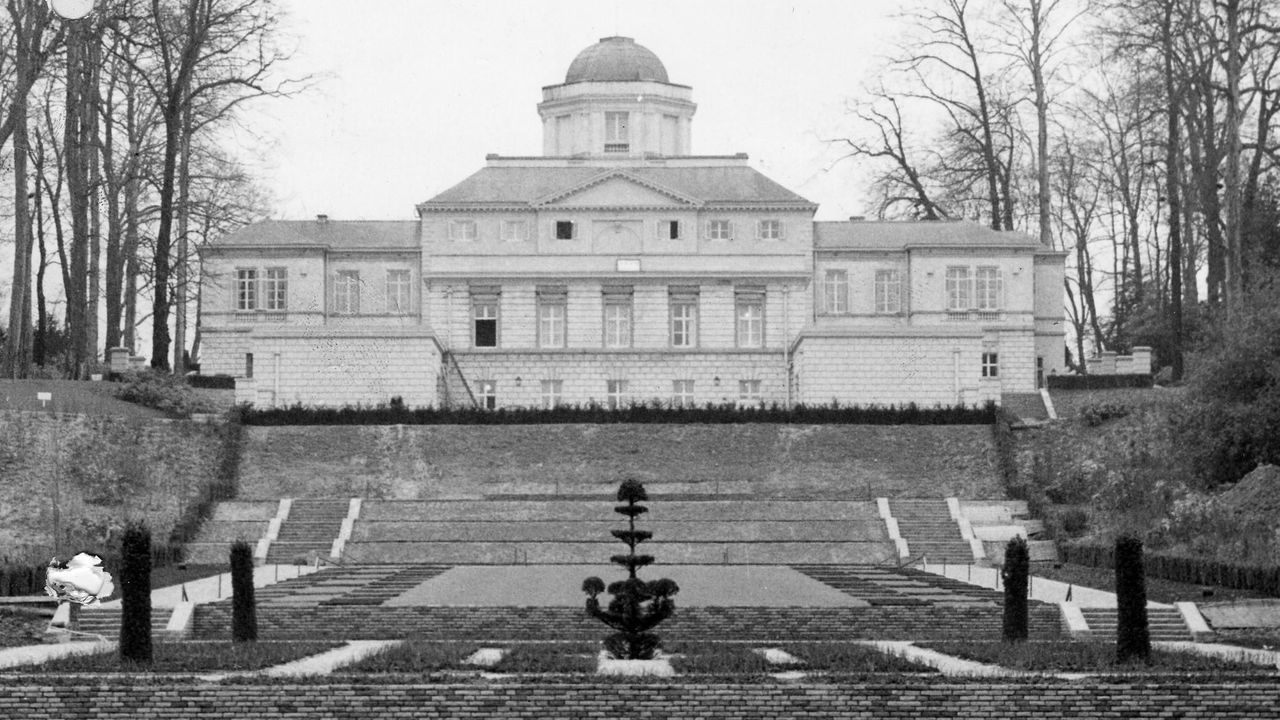
Castello del Belvédère.

Il Palazzo Reale di Bruxelles e il Castello di Laeken sono di proprietà dello Stato belga e non fanno parte della Donation royale.

### Utilizzati dalla famiglia reale
- Castello del Belvédère (residenza privata del re Alberto II del Belgio)[2]
- Castello del Stuyvenberg (ex residenza della regina Fabiola[3][4])
- Villa Schonenberg (residenza dell'arciduchessa Astrid)[5]
- Villa Clementine (attualmente la residenza del principe Lorenzo[3]) a Tervuren
- Castello di Ciergnon (ritiro per le vacanze)[2][6]
- Castello di Fenffe (ritiro per le vacanze)
- Serre reali di Laeken (usato per ricevimenti statali ecc.)
- Parco reale di Laeken
- Castello di Villers-sur-Lesse (vicino a Houyet, occasionalmente utilizzato come chalet di caccia)

### Aperti come parchi pubblici (per un totale di 7000 ettari)
- Arboreto di Tervuren
- Parco Duden a Forest
- Parco Elisabetta a Laeken
- Parco Maria Enrichetta a Ostenda
- Parco Leopoldo II a Nieuwpoort
- Giardino Coloniale di Laeken

### Aperti al pubblico
- Cappella commemorativa della regina Astrid di Svezia, a Küssnacht, in Svizzera
- Torre giapponese
- Padiglione cinese

### Affittato a club di golf
- Golf e Castello Ravenstein
- Campo da golf dell'Ardenne
- Campo da golf di Klemskerke

### Altri
- Castello di Val Duchesse a Auderghem (affittato)
- Castello di Ferage (affittato)
- Residenza reale situata a Langestraat a Ostenda
- 15,5 km² di terreno agricolo
- 48 km² di bosco a Houyet
- 5 km² di bosco a Postel
- Terreni della British School di Tervuren
- Stagni di Watermael-Boitsfort
- Ippodromo di Wellington a Ostenda
- Centro sportivo a Strombeek-Bever
- Uffici a Bruxelles (Kunstberg / Mont des Arts)